# Toxotes (animal)
Los peces arquero son el género Toxotes, el único de la familia Toxotidae, una familia de peces de agua dulce y agua salobre costera, incluida en el orden Perciformes. Se distribuyen desde la India hasta Filipinas, Australia y la Polinesia.
Su nombre procede del griego toxotes, nombre dado en la antigua Grecia a los guerreros arqueros.
Aparecen por primera vez en el registro fósil en el Terciario.

## Morfología
Tiene un cuerpo comprimido lateralmente, tamaño pequeño y grandes ojos. Por lo general la longitud es por debajo de 16 cm, pero puede alcanzar hasta los 40 cm de longitud. Tiene una boca grande y terminal, con la mandíbula inferior sobresaliente y muy protráctil.
Tiene entre 4 y 6 fuertes espinas y unos 12 radios blandos en la aleta dorsal y tres espinas y entre 15 y 18 radios blandos en la aleta anal. La parte blanda de la aleta dorsal es mucho más corta que la parte blanda de la aleta anal.

## Comportamiento

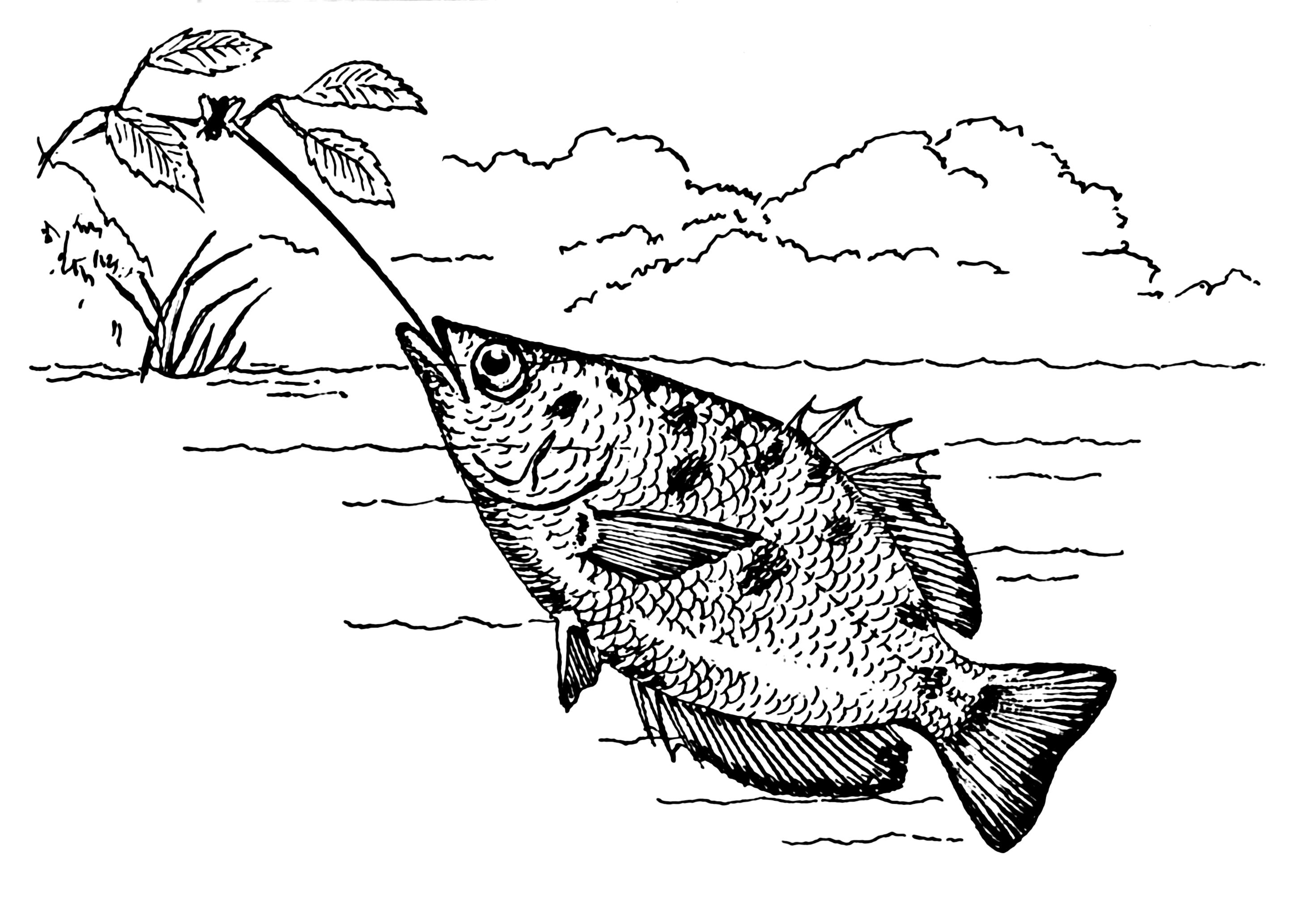
Ilustración de cómo un pez arquero dispara agua sobre un insecto en una rama.

El nombre que reciben se debe a un característico comportamiento: derriba insectos aéreos por chorros de agua que dispara con la boca.
No realizan el  cuidado de sus crías.

## Acuariología
Algunas especies son populares peces de acuario de agua dulce.

## Especies
Existen siete especies aceptadas de este género y familia:
- Toxotes blythii (Boulenger, 1892) - Arquero de Birmania.
- Toxotes chatareus (Hamilton, 1822) - Arquero manchado.
- Toxotes jaculatrix (Pallas, 1767) - Arquero ensillado.
- Toxotes kimberleyensis (Allen G. R., 2004) - Arquero de Kimberley.
- Toxotes lorentzi (Weber, 1910) - Arquero de Lorentz.
- Toxotes microlepis (Günther, 1860) - Arquero de escamas pequeñas.
- Toxotes oligolepis (Bleeker, 1876) - Arquero de escamas grandes.